# Арчиван
Арчиван (азерб. Ərçivan, тал. Arčion) — посёлок городского типа в Астаринском районе Азербайджана.

## Этимология
Название поселка происходит от талышских слов «әрч» (мельница) и «ван» (жилище).

## История
Впервые Арчиван упоминается на картах в 1850 году В 1964 году в поселке был снят фильм.
Статус поселка был присвоен указом президента Азербайджана 11 декабря 2012.

## Население
| 1870 | 1879 | 1910 | 1911 | 1915 | 1970 | 1979 | 2011 | 2013 | 2014 |
| ---- | ---- | ---- | ---- | ---- | ---- | ---- | ---- | ---- | ---- |
| 575  | 821  | 1021 | 780  | 1084 | 4705 | 5693 | 8040 | 9100 | 9200 |

По данным списков населённых мест Бакинской губернии от 1870 года, составленных по сведения камерального описания губернии с 1859 по 1864 гг., в селении Арчиван Ленкоранского уезда было 115 дворов с населением в 575 человек, состоящее из талышей-шиитов. Имеющая в селении 1 мечеть.
Согласно сборника сведений о Кавказе под редакцией Н. Зейдлица 1879 года, в селе Арчиван было 127 дворов с населением 821 человека, народность — талыши, по вере — мусульмане-шииты.
По Кавказскому календарю на 1910 год в Арчеване проживало 1021 человек, народность — талыши.
По сборнику сведений по Бакинской губернии 1911 года село Арчеван имело 124 двора с населением в 780 человек, по национальности — талыши. Село Арчиван находилось в Арчиванском обществе, Ленкоранского полицейского участка, Ленкоранского уезда. Имело 1 мечеть и 25 торговых лавок.
По данным «Кавказского календаря» на 1915 год в село Пенсар проживало 1084 человека, народность — талыши.

## Инфраструктура
В поселке есть почтовое отделение. Также есть клиника, зона отдыха, мемориал и отель.
В Арчиване располагаются Астаринская телевышка и Астаринская ТЭС. В посёлке располагается два кладбища, а также две мечети.

## Местоположение
Находится недалеко от Гирканского национального парка. Через поселок протекает река Арчиван.
Через поселок также проходит трасса М3.

## Достопримечательности
В поселке Арчиван имеется мечеть Мухаммеда Ханафии основанная в 1499 году, которую посещал шах Исмаил. Деревня привлекает внимание баней XIX века Карбалаи Абдуллы, а также мечетями Хаджи Теймура и Хаджи Джанбахыша.
Главной достопримечательностью является Йанар Булаг — вода в этом источнике начинает гореть, если поджечь. Это обосновывается большим наличием серы в воде.

## Известные уроженцы
- Новрузали Мамедов — журналист.
- Боюкханым Алиева — Герой Социалистического Труда.